# Giulia Rizzi
Giulia Rizzi, född 20 juni 1989 i Udine, är en italiensk fäktare.
Rizzi ingick i det italienska laget som tog guld vid OS 2024.